# Cá dao ma đen
Cá dao ma đen, tên khoa học Apteronotus albifrons, là một loài cá thuộc họ Apteronotidae. Chúng có nguồn gốc từ Nam Mỹ trong các lưu vực sông Amazon ở Peru và từ Venezuela qua Paraguay tại sông Paraná và đang trở nên phổ biến trong các vùng hồ.

## Mô tả
Chúng có cơ thể màu đen, ngoại trừ hai chiếc đốm màu trắng trên đuôi và một đốm màu trắng trên mũi, mà đôi khi có thể mở rộng thành một sọc trên lưng. Loài này di chuyển chủ yếu bằng cách uốn lượn cái vây dài ở thân dưới. Chúng phát triển đến chiều dài tối đa 20 inch (50 cm).
Loài này không có vảy. Chúng là loài ăn đêm. Chúng là một loại cá yếu điện mà sử dụng một cơ quan thụ điện và phân bố trên chiều dài của cơ thể của chúng để xác định vị trí ấu trùng côn trùng.
Cá dao ma đen tự nhiên di chuyển nhanh, đáy lạch cát chảy trong khí hậu nhiệt đới. Người bản địa Nam Mỹ tin rằng những bóng ma của người đã khuất mất nơi cư trú trong những con cá. hình thành tên của loài này.